# X (film)
 For alternative betydninger, se X (flertydig). (Se også artikler, som begynder med X)
X er en dansk kortfilm fra 2016 instrueret af Jesper Skoubølling.

## Medvirkende
- Xaver Hutter, X
- Louise Kjølsen, Mr. Z's Girl
- Asbjørn Krogh Nissen, Wheelchair Man
- Sarchar Leone, Bad Girl
- Roland Møller, Mr. Z
- Ida Randal, Girlfriend
- Thue Ersted Rasmussen, Agent
- David Sakurai, Kung Fu Gangster
- Kenneth Wright, Film Director
- Sercan Deniz Yücel, Pizza Boss
- Dennis Bjerking, Drug Dealer
- Alexandria Eissinger, Film Girlfriend
- Kirstine Natalie Friis, Club Host
- Jesper Livid Helles, Drug Dealer
- Tray Hooper, Bouncer Friend